# جاك برتراند وينشتاين
جاك برتراند وينشتاين (بالإنجليزية: Jack B. Weinstein)‏ هو قاضي ومحامي أمريكي، ولد في 10 أغسطس 1921 في ويتشيتا في الولايات المتحدة.